# Miquelon-Langlade
Miquelon-Langlade je francuska općina na Svetom Petru i Mikelonu. Ovo je manja od dvije općine na ovoj prekomorskoj zajednici Francuske koja se nalazi u Sjevernoj Americi. Središte ove općine nalazi se u mjestu na sjeveru otoka Mikelon. Prema zadnjem popisu stanovništva, ovdje živi nešto manje od 700 stanovnika.

## Zemljopis
Geološki se općina Miquelon-Langlade sastoji od tri međusobno prevlakama povezana otoka. To su île du Cap, Mikelon (ili Veliki Mikelon) i Langlade (ili Mali Mikelon).
U laguni otoka Mikelon živi veliki broj pravih tuljana i drugih životinja. Ovaj otok je također i dobro mjesto za promatranje ptica.

## Povijest
Naziv Mikelon je baskijskog porijekla. Prvi puta ga je spomenuo baskijski moreplovac Martin Oiarzabal pod nazivima Micquetõ i Micquelle. Tijekom vremena ime se razvijalo preko Miclon, te Micklon te na kraju Miquelon.

## Stanovništvo
Stanovništvo ove općine je uglavnom baskijskog i akadijskog porijekla. Prema popisu iz 1999. u Miquelon-Langladeu živi 698 osoba (od toga 697 na otoku Mikelon i jedna na otoku Langlade).

## Prijevoz
Do Mikelona je moguće doći brodom ili zrakoplovom iz Saint-Pierrea. Zračna luka općine nalazi se blizu sela Miquelon. Ovu zračnu luku opslužuje lokalno zrakoplovno poduzeće Air Saint-Pierre koja leti na zračne luke u Saint-Pierreu i u Kanadi.

## Znamenitosti
- Svjetionici Cap Blanc i Pointe-Plate
- Notre-Dame-des-Ardilliers (Miquelon), crkva na popisu u Miquelonu
- Kapela Sainte-Thérèse-de-l'Enfant-Jésus de Langlade
- Zavičajni muzej

- Kapela Sainte-Thérèse-de-l'Enfant-Jésus u Langladeu
- Cap Blanc u Miquelonu
- Pointe-Plate od Langladea

## Vanjske poveznice
- Stranica Svetog Petara i Mikelona
- Službena stranica 25km de Miquelon  Arhivirana inačica izvorne stranice od 26. travnja 2007. (Wayback Machine)

|  | Portal Francuske – Pristup člancima s tematikom o Francuskoj. |